# Campylomyza sidneyensis
Campylomyza sidneyensis är en tvåvingeart som beskrevs av Ignaz Rudolph Schiner 1868. Campylomyza sidneyensis ingår i släktet Campylomyza och familjen gallmyggor. Inga underarter finns listade i Catalogue of Life.